# سکورتزولنگو
سکورتزولنگو (به ایتالیایی: Scurzolengo) یک کومونه در ایتالیا است که در استان آسته واقع شده‌است. سکورتزولنگو ۵٫۳ کیلومتر مربع مساحت و ۶۱۷ نفر جمعیت دارد.